# Гарсіотум
Гарсіотум ( Garciotum) — муніципалітет в Іспанії, у складі автономної спільноти Кастилія-Ла-Манча, у провінції Толедо. Населення — 169 осіб (2010).
Муніципалітет розташований на відстані близько 85 км на південний захід від Мадрида, 60 км на північний захід від Толедо.

## Галерея зображень

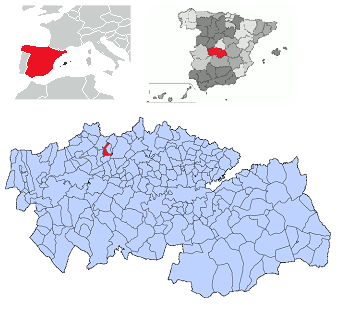
Розташування муніципалітету у провінції Толедо